# A Happy Life
Meet Again è un brano musicale di Megumi Hayashibara, scritto da Okazaki Ritsuko e pubblicato come singolo l'8 febbraio 2007 dalla Starchild Records. Si tratta dell'ultima opera di Okazaki Ritsuko, che morirà nel 2004 per shock settico. Il brano è stato incluso nell'album della Hayashibara Choice. Il singolo raggiunse la dodicesima posizione della classifica settimanale Oricon, e rimase in classifica per otto settimane, vendendo 20 108 copie. A Happy Life è stato utilizzato come sigla d'apertura dell'anime Gakuen Utopia Manabi Straight!.

## Tracce
CD singolo KICM-1196
1. A Happy Life - 3:36
2. Lucky & Happy - 4:23
3. A Happy Life (Off Vocal Version) - 3:36
4. Lucky & Happy (Off Vocal Version) - 4:23

Durata totale: 16:08

## Classifiche
| Classifica (2006)                        | Posizione più alta |
| ---------------------------------------- | ------------------ |
| Giappone (Classifica settimanale Oricon) | 12                 |